# Pedaliaceae
Las pedaliáceas (Pedaliaceae) son una familia de plantas fanerógamas clasificada en el orden Lamiales. Se caracterizan por tener pelos mucilaginosos en tallos y hojas que le dan una sensación fangosa o húmeda. A menudo tienen frutos con ganchos. Como especie notable, esta familia incluye al sésamo (Sesamum indicum).

## Descripción
Son hierbas anuales, pubescente-glandulares; plantas hermafroditas. Hojas opuestas o a veces alternas hacia el ápice, simples; pecioladas, exestipuladas. Flores en racimos terminales o solitarias en las axilas; sépalos 5, parcialmente imbricados o no, persistentes, bracteolados; corola simpétala, 5-lobada, zigomorfa; estambres 2 o 4, epipétalos, filamentos libres, anteras 4-loculares, con dehiscencia longitudinal, estaminodios 1 o 3 o ausentes; ovario súpero, con un disco nectarífero, 2-carpelar, 4-locular por particiones intrusivas o 1-locular con placentación parietal y formando 4 pseudolóculos, estilo terminal, terete, estigma bilobado y sensitivo. Fruto una cápsula o una cápsula drupácea, dehiscente con 2 rostros terminales o indehiscente con 2 ganchos terminales cortos; semillas sin o con poco endosperma aceitoso, testa lisa y lustrosa o rugosa y papiráceo-cartácea.

## Géneros
- Ceratotheca
- Dicerocaryum
- Harpagophytum
- Holubia
- Josephinia
- Linariopsis
- Pedaliodiscus
- Pedalium
- Pterodiscus
- Rogeria
- Sesamothamnus
- Sesamum
- Trapella
- Uncarina

## Sinonimia
- Trapellaceae  Archivado el 4 de marzo de 2016 en Wayback Machine.